# هرکس‌هایم آم برگ
هرکسهایم ام برگ (به آلمانی: Herxheim am Berg) یک شهر در آلمان است که در باد دورکهایم واقع شده‌است. هرکسهایم ام برگ ۷۳۸ نفر جمعیت دارد.